# Mykola Martchenko
 (août 2018).
 (juillet 2018).
Si vous disposez d'ouvrages ou d'articles de référence ou si vous connaissez des sites web de qualité traitant du thème abordé ici, merci de compléter l'article en donnant les références utiles à sa vérifiabilité et en les liant à la section « Notes et références ».
Pour les articles homonymes, voir Martchenko.
Mykola Martchenko, né le 20 septembre 1943 à Kharkiv en Ukraine et mort le 12 mai 2018, est un sculpteur et représentant du réalisme dans l'art ukrainien des XXe et XXIe siècles.

## Biographie
Mykola Martchenko naît le 20 septembre 1943 à Kharkiv en Ukraine.
Entre 1960 et 1968 il effectue ses études, au sein de l'école supérieure des arts décoratifs d’état à Dnipro, spécialité « sculpture ».
Entre 1966 et 1970 il fait son service à Tbilissi.
Entre 1970 et 1976 il étudie à l'Académie nationale des beaux-arts et d'architecture de Kiev, spécialité « sculpture ».
En 1978 il entre à l'Union nationale des artistes d’Ukraine. 
Il commence à enseigner en 1979 à l’Université nationale de génie civil et d'architecture de Kiev. 
Depuis 2009 il est professeur adjoint à l'Université nationale de construction et d'architecture de Kiev. Il habite et travaille à Kiev.

## Type d’œuvres
Martchenko réalise des sculptures monumentales, d’art plastique, de relief, bas-relief. L'art du portrait occupe aussi une très grande place dans son Œuvre. Il est enclin à l’interprétation des personnages idéologiques et artistiques, profondément psychologiques.
Il participe à des expositions et des projets d'art. Il a notamment fait partie du groupe qui a créé le Monument d’Indépendance de Kiev en 2000.
Il est l’auteur de monuments et de plaques commémoratives érigés à Kiev et dans d'autres villes d'Ukraine, tels que : le portrait en relief de Pavlo Virsky, érigé en 1983 à Kiev, ou encore le bas-relief nommé « En l'honneur des élèves sortants des écoles spéciales de Kiev – Les participants de la Deuxième Guerre mondiale », érigé en 1979 à Kiev.
Ses œuvres sont conservées, et font partie du patrimoine de l’Ukraine, de la France, de la Russie et d'autres pays. Elles font partie de quelques collections de musées, à Kiev notamment.